# Ignacio Schor
Ignacio Schor (Buenos Aires, Argentina, 4 de agosto de 2000) es un futbolista argentino que juega como centrocampista ofensivo y su actual equipo es Platense de la Primera División de Argentina.

## Trayectoria
Realizó las categorías formativas River Plate y San Lorenzo antes de unirse a Platense en 2015. Firmó su primer contrato profesional el 13 de noviembre de 2020 e hizo su debut profesional el 28 de noviembre de la mano del entrenador Juan Manuel Llop en una victoria ante Atlanta en un partido por la Primera B Nacional, con el centrocampista ganando un penalti que su compañero de equipo Joaquín Susvielles se encargaría de convertirlo. En su segunda aparición con el calamar, el 5 de diciembre ante el Deportivo Morón marcó su primer gol como profesional.  
Cabe destacar que Nacho había tenido muy pocos minutos en Reserva, pero el "ojo" del Chocho Llop no falló y se convirtió en una de las piezas más importantes del tan ansiado ascenso calamar.  
Debutó en Primera División el 21 de febrero en un encuentro contra Argentinos Juniors.
Durante el 2021, Nacho bajó a Reserva, para luego recuperar su lugar en la Primera en las últimas fechas, de la mano de Claudio Spontón. Ya para el año 2022, Schor se convirtió en uno de los jugadores más importantes en el club.   
En agosto de 2023 fue cedido a préstamo con cargo hasta el 31 de diciembre de 2024 y con opción de compra por el 70% de su ficha a Newell's Old Boys de la ciudad de Rosario.

## Estadísticas
Datos actualizados al 25 de mayo de 2025.
| Club                        | Div.             | Temporada        | Liga  | Liga  | Copas nacionales | Copas nacionales | Copas internacionales | Copas internacionales | Otros | Otros | Total | Total |
| Club                        | Div.             | Temporada        | Part. | Goles | Part.            | Goles            | Part.                 | Goles                 | Part. | Goles | Part. | Goles |
| --------------------------- | ---------------- | ---------------- | ----- | ----- | ---------------- | ---------------- | --------------------- | --------------------- | ----- | ----- | ----- | ----- |
| Platense Argentina          | 2°               | 2020             | 10    | 1     | 0                | 0                | -                     | -                     | -     | -     | 10    | 1     |
| Platense Argentina          | 1°               | 2021             | 3     | 1     | 3                | 0                | -                     | -                     | -     | -     | 6     | 1     |
| Platense Argentina          | 1°               | 2022             | 21    | 0     | 15               | 1                | -                     | -                     | -     | -     | 36    | 1     |
| Platense Argentina          | 1°               | 2023             | 19    | 0     | 1                | 0                | -                     | -                     | -     | -     | 20    | 0     |
| Platense Argentina          | 1°               | 2024             | 15    | 1     | 0                | 0                | -                     | -                     | -     | -     | 15    | 1     |
| Platense Argentina          | 1°               | 2025             | 18    | 0     | 1                | 0                | -                     | -                     | -     | -     | 19    | 0     |
| Platense Argentina          | Total club       | Total club       | 86    | 3     | 20               | 1                | 0                     | 0                     | 0     | 0     | 106   | 4     |
| Newell's Old Boys Argentina | 1°               | 2023             | 0     | 0     | 8                | 0                | -                     | -                     | -     | -     | 8     | 0     |
| Newell's Old Boys Argentina | 1°               | 2024             | 3     | 0     | 9                | 0                | -                     | -                     | -     | -     | 12    | 0     |
| Newell's Old Boys Argentina | Total club       | Total club       | 3     | 0     | 17               | 0                | 0                     | 0                     | 0     | 0     | 20    | 0     |
| Total de carrera            | Total de carrera | Total de carrera | 89    | 3     | 37               | 1                | 0                     | 0                     | 0     | 0     | 126   | 4     |

## Palmarés

### Campeonatos nacionales
| Título           | Club           | País      | Año    |
| ---------------- | -------------- | --------- | ------ |
| Primera División | C. A. Platense | Argentina | A-2025 |